# غاري سامبسون
غاري سامبسون (بالإنجليزية: Gary Sampson)‏ هو لاعب هوكي الجليد أمريكي، ولد في 24 أغسطس 1959 في Atikokan ‏ في كندا.

## وصلات خارجية
- غاري سامبسون على موقع دوري الهوكي الوطني (الإنجليزية)
- غاري سامبسون على موقع قاعة مشاهير الهوكي (لاعب أن.إتش.أل) (الإنجليزية)
- غاري سامبسون على موقع EliteProspects.com (الإنجليزية)
- غاري سامبسون على موقع HockeyDB.com (الإنجليزية)
- غاري سامبسون على موقع Hockey-Reference.com (الإنجليزية)
- غاري سامبسون على موقع أوليمبيديا (الإنجليزية)